# Ordre du Service pour la Patrie dans les Forces armées
L'ordre du Service pour la Patrie dans les Forces armées (en russe : Орден «За службу Родине в Вооружённых Силах СССР») est une distinction qui était décernée en Union soviétique à partir du 28 octobre 1974 et jusqu’au 19 décembre 1991. Il s'agit de la première décoration militaire créée après la Seconde Guerre mondiale.

## Récipiendaires
En 1989, on compte pour chaque classe un nombre de récipiendaires précis :
- 1re classe : 13 (plus petit nombre de médailles dans l'histoire de l'URSS)
- 2e classe : 589
- 3e classe : 69 576

## Médailles
| 1re classe | 2e classe | 3e classe |
| ---------- | --------- | --------- |
|            |           |           |
| Rubans     |           |           |
|            |           |           |

## Source
- (en) Cet article est partiellement ou en totalité issu de l’article de Wikipédia en anglais intitulé « Order for Service to the Homeland in the Armed Forces of the Soviet Union » (voir la liste des auteurs).